# Henri Ferval
Pour les articles homonymes, voir Ferval.
Henri Ferval, pseudonyme de Victor Werner né le 6 janvier 1913, à Anderlecht, en Belgique et mort le 4 août 1993 à Bruxelles,  est un auteur belge de roman policier et de roman d’espionnage.

## Biographie
Après des études à l’École royale militaire de Belgique, puis à celle des administrateurs militaires, il entreprend une carrière dans l’armée et prend sa retraite avec le grade de général-major.  Docteur en sciences politiques et administratives de l’Université libre de Bruxelles, il est pendant plusieurs années directeur du centre de sociologie de la guerre (polémologie) de cette même université.
Pendant la Seconde Guerre mondiale, il est chargé par la sûreté d’état belge d’une mission de renseignement en France. Il crée également un service du renseignement. Cette connaissance des rouages de l’espionnage le convainc d’écrire des romans liés à son expérience pour donner une image plus réaliste des services du renseignement que ce qui se retrouve dans les fictions publiées dans les années 1950. En 1956, il adopte le pseudonyme de Henri Ferval pour la publication de son premier roman d’espionnage, Réseau en déroute, suivi de six autres jusqu’en 1965.  Après cette date, il publie deux romans policiers dans la collection Le Masque.

## Œuvre

### Romans d’espionnage
- Réseau en déroute, Paris, Librairie des Champs-Élysées, coll. Espionnage, 1re série, no 1, 1956
- Courriers de la trahison, Paris, Librairie des Champs-Élysées, coll. Dossier secret, no 167, 1957
- Milady, Paris, Librairie des Champs-Élysées, coll. Espionnage, 1re série, no 6, 1959
- Méfiez-vous de Pasti, Paris, Librairie des Champs-Élysées, coll. Espionnage, 1re série, no 14, 1960
- Confrérie de la trahison, Paris, Librairie des Champs-Élysées, coll. Espionnage, 1re série, no 24, 1961
- Un certain monsieur Georges..., Paris, Librairie des Champs-Élysées, coll. Espionnage/Charles Exbrayat, 1964
- Toi... mon ami, Paris, Librairie des Champs-Élysées, coll. Service Secret, no 26, 1965

### Romans policiers
- Trop tard pour pleurer, Paris, Librairie des Champs-Élysées, Le Masque no 1369, 1975
- Les assassins sont morts, Paris, Librairie des Champs-Élysées, Le Masque no 1686, 1982

## Sources
- Jacques Baudou et Jean-Jacques Schleret, Le Vrai Visage du Masque, vol. 1, Paris, Futuropolis, 1984, 476 p. (OCLC 311506692), p. 195-196.